# Halterofilia en los Juegos Olímpicos de Londres 2012 – Menos de 53 kg femenino
El evento de menos de 53 kg femenino de halterofilia en los Juegos Olímpicos de Londres 2012 tuvo lugar el 29 de julio en el Centro de Exposiciones ExCeL.

## Horario
Todos los horarios están en Tiempo Británico (UTC+1)
| Fecha               | Tiempo | Ronda   |
| ------------------- | ------ | ------- |
| 28 de julio de 2012 | 12:30  | Grupo A |
| 28 de julio de 2012 | 15:30  | Grupo B |

## Resultados
| Rank              | Atleta                      | Grupo | Peso corporal | Arrebato (kg) | Arrebato (kg) | Arrebato (kg) | Arrebato (kg) | Tirón (kg) | Tirón (kg) | Tirón (kg) | Tirón (kg) | Total |
| Rank              | Atleta                      | Grupo | Peso corporal | 1             | 2             | 3             | Resultado     | 1          | 2          | 3          | Resultado  | Total |
| ----------------- | --------------------------- | ----- | ------------- | ------------- | ------------- | ------------- | ------------- | ---------- | ---------- | ---------- | ---------- | ----- |
| Medalla de oro    | Zulfiya Chinshanlo (KAZ)    | A     | 52.70         | 92            | 92            | 95            | 95            | 125        | 131        | 135        | 131        | 226   |
| Medalla de plata  | Hsu Shu-ching (TPE)         | A     | 52.41         | 91            | 94            | 96            | 96            | 120        | 123        | 123        | 123        | 219   |
| Medalla de bronce | Cristina Iovu (MDA)         | A     | 52.79         | 95            | 99            | 99            | 99            | 115        | 120        | 125        | 120        | 219   |
| 4                 | Citra Febrianti (INA)       | A     | 52.53         | 88            | 91            | 94            | 91            | 108        | 112        | 115        | 115        | 206   |
| 5                 | Yulia Paratova (UKR)        | A     | 52.43         | 91            | 94            | 94            | 91            | 105        | 108        | 108        | 108        | 199   |
| 6                 | Rusmeris Villar (COL)       | A     | 52.59         | 87            | 87            | 90            | 87            | 105        | 109        | 112        | 109        | 196   |
| 7                 | Aleksandra Klejnowska (POL) | A     | 52.67         | 83            | 84            | 86            | 84            | 108        | 112        | 113        | 112        | 196   |
| 8                 | Nguyen Thi Thuy (VIE)       | B     | 52.23         | 80            | 84            | 85            | 85            | 110        | 110        | 115        | 110        | 195   |
| 9                 | Yu Weili (HKG)              | B     | 52.95         | 86            | 86            | 90            | 90            | 105        | 110        | 110        | 105        | 195   |
| 10                | Inmara Henríquez (VEN)      | B     | 52.84         | 78            | 81            | 81            | 81            | 107        | 110        | 113        | 113        | 194   |
| 11                | Julia Rohde (GER)           | B     | 52.45         | 83            | 85            | 87            | 85            | 105        | 108        | 110        | 108        | 193   |
| 12                | Kanae Yagi (JPN)            | B     | 52.36         | 82            | 82            | 85            | 82            | 105        | 109        | 109        | 109        | 191   |
| 13                | Joanna Łochowska (POL)      | A     | 52.57         | 84            | 87            | 87            | 84            | 104        | 107        | 110        | 107        | 191   |
| 14                | Dika Toua (PNG)             | B     | 52.48         | 75            | 79            | 79            | 79            | 95         | 100        | 100        | 95         | 174   |
| 15                | Helena Wong (SIN)           | B     | 52.31         | 55            | 59            | 61            | 61            | 67         | 71         | 73         | 73         | 134   |
| —                 | Yuderqui Contreras (DOM)    | A     | 52.95         | 94            | 94            | 94            | —             | —          | —          | —          | —          | —     |
| —                 | Zhou Jun (CHN)              | B     | 52.80         | 95            | 95            | 95            | —             | —          | —          | —          | —          | —     |
| —                 | Aylin Daşdelen (TUR)        | A     | 52.91         | 91            | 91            | 91            | 91            | 124        | 129        | —          | —          | —     |

## Nuevos récords
| Tirón | 131 kg | Zulfiya Chinshanlo (KAZ) | RM |
| Total | 226 kg | Zulfiya Chinshanlo (KAZ) | RO |